# 贝德日赫·什切尔班
贝德日赫·什切尔班（捷克語：Bedřich Ščerban，1964年5月31日—），捷克男子冰球运动员。他曾代表捷克斯洛伐克、捷克参加1988年、1992年和1994年冬季奥林匹克运动会冰球比赛，其中1992年冬季奥运会获得一枚铜牌。